# Max Rousié

a Compétitions nationales et continentales officielles uniquement.

b Matchs officiels uniquement.
Max Rousié, de son vrai nom Georges Rousié, né le 14 juillet 1912 à Marmande et mort le 2 juin 1959 à Saint-Justin, est un joueur international français de rugby à XV et international de rugby à XIII évoluant au poste de demi de mêlée à XV et de demi d'ouverture, centre ou troisième ligne à XIII.

## Famille
Georges Roger Rousié dit Max Rousié naît le 14 juillet 1912 à Marmande (Lot-et-Garonne). Son père, Jean Rousié (1880-?), est boucher, et sa mère, Gabrielle Buchereau (1891-?), sans profession.
Il se marie le 15 juillet 1937 à Simmone Fleury (1908-1981) en la mairie de Villeneuve-sur-Lot et divorce le 18 juin 1948. Il se remarie le 31 décembre 1951 à Magali Vadon (1919-2012) en la mairie d'Urrugne (Pyrénées-Atlantiques) pour un second divorce le 21 octobre 1957.

## Biographie
Il débute par le rugby à XV sous le maillot du CA Villeneuve et devient l'un des meilleurs joueurs de son époque en comptant quatre sélections en équipe de France entre 1931 et 1933.
En 1934, il est l'une des figures du XV à rejoindre le nouveau code de rugby qui prend place en France le rugby à XIII. Il est considéré comme l'un des meilleurs joueurs de ce code importé par Jean Galia. 
Jusqu'à la Seconde Guerre mondiale et l'interdiction du rugby à XIII, il est le joueur qui compte le plus de sélections en équipe de France qu'il emmène sous son capitanat à son premier titre de Coupe d'Europe des nations en 1939 accompagné de François Noguères, Maurice Brunetaud et Joseph Desclaux. En club, il reste dans un premier temps à Villeneuve-sur-Lot remportant un titre de Championnat de France en 1935 avec Marius Guiral et Galia, puis rejoint Roanne avec autant de succès, victoire en Championnat de France en 1939 aux côtés de Jean Dauger, Henri Gibert et René Arotca.
Il s'engage en période de guerre en tant que canonnier et reçoit la croix de Guerre puis une fois démobilisé il ne peut retourner au rugby à XIII en raison de son interdiction par le régime de Vichy. Il fait alors trois saisons au RRC Nice disputant la finale de la Coupe de France en 1942 avec la sélection du Littoral Provence avant de clore sa carrière sportive. Bien que sollicité par de nombreux clubs, il décline les offres et effectue quelque temps d'entraînements à Paris XIII et Mazamet.
Il travaille par la suite dans les chantiers pétroliers d'Hassi-Messaoud en Algérie en tant que moniteur d'éducation physique.
Il trouve la mort en raison d'une sortie de route le 2 juin 1959 à Saint-Justin après la commémoration avec des anciens treizistes du 25e anniversaire de la naissance de ce sport en France.
En sa mémoire que la fédération française de rugby à XIII décerne chaque année depuis 1960 un trophée au Champion de France nommé « le Bouclier Max-Rousié ».

## Carrière sportive

### Première partie de carrière en rugby à XV
Demi de mêlée à XV (il pouvait aussi jouer avec un égal bonheur à l'ouverture, dans les lignes arrière ou même en 2e ou 3e ligne) au Club athlétique villeneuvois (CAV XV) puis à XIII tant au Sport Athlétique Villeneuvois (SAV.13) de 1934 jusqu'en 1936 qu'au RC Roanne XIII jusqu'à la guerre et la suppression du XIII . Joueur rapide et puissant, il possédait aussi un excellent coup de pied.
En 1943, il est affecté comme moniteur au Commissariat général aux sports de Marseille et joue à l'Olympique de Marseille.

### Deuxième partie de carrière en rugby à XIII
En juin 1934 (soit 3 mois après la tournée des Galia's boys en Angleterre), le CAV XV bascule du rugby à XV au rugby à XIII (SAV.13) et en septembre 1934, il est le capitaine de la 1re tournée d'un club français de rugby à XIII outre-Manche : le SAV.13.

## Palmarès

### Palmarès en rugby à XV
- International (4 sélections) en équipe de France (1931 à 1934)

#### En équipe régionale
- Coupe nationale en 1942[5]

### Palmarès en rugby à XIII
- Collectif :

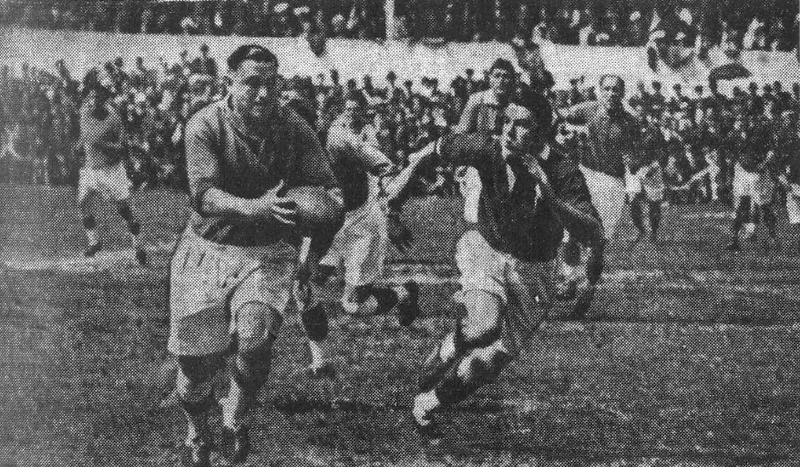
Finale de la Coupe en 1938 entre Roanne et Villeneuve, Étienne Cougnenc porte le ballon poursuivi par Max Rousié.

  - Vainqueur de la Coupe d'Europe des nations : 1939 (France ).
  - Vainqueur du Championnat de France  : 1935 (Villeneuve-sur-Lot) et  1939 (Roanne).
  - Vainqueur de la Coupe de France  : 1938 (Roanne).
  - Finaliste de la Coupe de France  : 1936 (Villeneuve-sur-Lot).

- Individuel :
  - Capitaine de l'équipe de France vainqueur de la Coupe d'Europe des nations en 1939.
  - International le plus capé (15 sélections) entre 1935 et octobre 1940 (interdiction du rugby à XIII par le Régime de Vichy et de sa Révolution nationale).
  - Introduit au temple de la renommée du rugby à XIII : 1988.

#### Détails en sélection en équipe de France
| 1.  | 1er janvier 1935  | Pays de Galles     | 18-11 | Coupe d'Europe | Demi d'ouverture     | 3 | 1 | - | - |
| 2.  | 28 mars 1935      | Angleterre         | 15-15 | Coupe d'Europe | Centre               | 7 | 1 | 2 | - |
| 3.  | 23 novembre 1935  | Pays de Galles     | 7-41  | Coupe d'Europe | Centre (c)           | 7 | 1 | 2 | - |
| 4.  | 16 février 1936   | Angleterre         | 7-25  | Coupe d'Europe | Demi d'ouverture     | 4 | - | 1 | 1 |
| .   | 26 avril 1936     | Dominions          | 8-5   | Test-match     | Centre               | - | - | - | - |
| 5.  | 6 décembre 1936   | Pays de Galles     | 3-9   | Coupe d'Europe | Deuxième ligne (c)   | - | - | - | - |
| .   | 21 mars 1937      | Dominions          | 3-6   | Test-match     | Demi d'ouverture (c) | - | - | - | - |
| 6.  | 10 avril 1937     | Angleterre         | 9-23  | Coupe d'Europe | Demi d'ouverture (c) | 6 | - | 2 | 1 |
| .   | 1er novembre 1937 | Empire Britannique | 0-15  | Test-match     | Demi de mêlée (c)    | - | - | - | - |
| 7.  | 2 janvier 1938    | Australie          | 6-35  | Test match     | Demi d'ouverture (c) | - | - | - | - |
| 8.  | 16 janvier 1938   | Australie          | 11-16 | Test match     | Centre (c)           | - | - | - | - |
| 9.  | 20 mars 1938      | Angleterre         | 15-17 | Coupe d'Europe | Centre (c)           | 6 | - | 2 | 1 |
| 10. | 2 avril 1938      | Pays de Galles     | 2-18  | Coupe d'Europe | Centre (c)           | 2 | - | - | 1 |
| 11. | 25 février 1939   | Angleterre         | 12-9  | Coupe d'Europe | Arrière (c)          | - | - | - | - |
| 12. | 26 avril 1939     | Pays de Galles     | 16-10 | Coupe d'Europe | Centre (c)           | 4 | - | 2 | - |

#### Statistiques
| Saison    | Saison             | Championnat           | Championnat | Championnat | Championnat | Championnat | Championnat | Championnat | Coupe           | Coupe      | Coupe | Coupe | Coupe | Coupe | Coupe | Sélection | Sélection | Sélection | Sélection | Sélection | Sélection | Sélection |
| Saison    | Saison             | Comp.                 | Class.      | M           | Pts         | Ess.        | Buts        | Dp.         | Comp.           | Class.     | M     | Pts   | Ess.  | Buts  | Dp.   | Comp.     | M         | Pts       | Ess.      | Buts      | Dp.       |           |
| --------- | ------------------ | --------------------- | ----------- | ----------- | ----------- | ----------- | ----------- | ----------- | --------------- | ---------- | ----- | ----- | ----- | ----- | ----- | --------- | --------- | --------- | --------- | --------- | --------- | --------- |
| 1934-1935 | Villeneuve-sur-Lot | Championnat de France | Vainqueur   | ?           | -           | -           | -           | -           | Coupe de France | 1/2 finale | ?     | -     | -     | -     | -     | CE        | 2         | 10        | 2         | 2         | 0         |           |
| 1935-1936 | Villeneuve-sur-Lot | Championnat de France | 1/4 finale  | ?           | -           | -           | -           | -           | Coupe de France | Finaliste  | ?     | -     | -     | -     | -     | CE        | 2         | 11        | 1         | 3         | 1         |           |
| 1936-1937 | Roanne             | Championnat de France | 1/2 finale  | ?           | -           | -           | -           | -           | Coupe de France | 1/4 finale | ?     | -     | -     | -     | -     | CE        | 2         | 6         | -         | 2         | 1         |           |
| 1937-1938 | Roanne             | Championnat de France | Finaliste   | ?           | -           | -           | -           | -           | Coupe de France | Vainqueur  | ?     | -     | -     | -     | -     | CE        | 4         | 8         | 0         | 2         | 2         |           |
| 1938-1939 | Roanne             | Championnat de France | Vainqueur   | ?           | -           | -           | -           | -           | Coupe de France | 1/4 finale | ?     | -     | -     | -     | -     | CE        | 2         | 4         | 0         | 2         | 0         |           |

## Reconnaissance et hommages
Il est honoré par :
- Le Bouclier Max-Rousié (orné d'un large médaillon gravé à son effigie) attribué au vainqueur du championnat de France de rugby à XIII.
- à Paris, le centre sportif Max-Rousié (comportant un stade et un gymnase) porte son nom.
- à Villeneuve-sur-Lot, l'avenue conduisant au complexe sportif Robert de la Myre-Mory.
  - Le terrain d'honneur de ce complexe porte depuis 2011 le nom de stade Max-Rousié.